# Bramidae

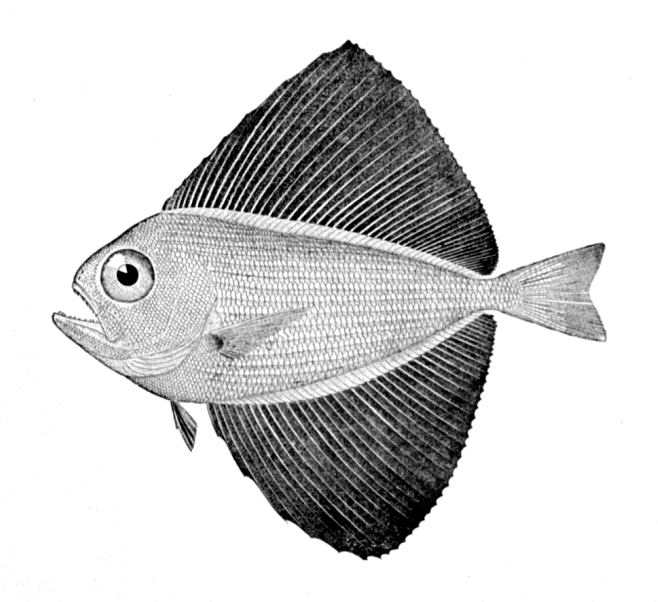
Pteraclis carolinus.

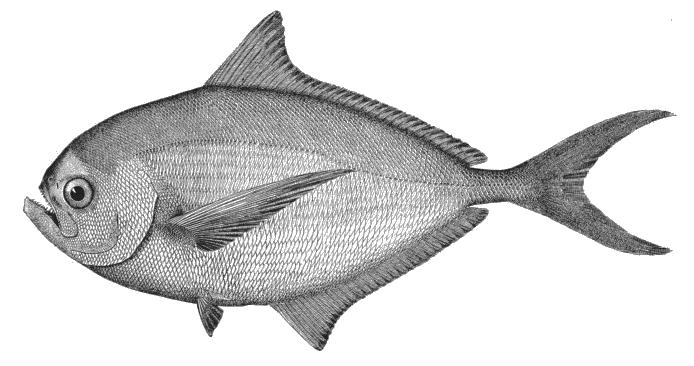
Brama brama.

Los Bramidae (brámidos) son una familia de peces marinos incluida en el orden Perciformes. Se distribuyen por los océanos Atlántico, Índico y Pacífico.
En algunos la aleta dorsal puede extenderse a lo largo de todo el cuerpo. Pueden alcanzar hasta 85 cm longitud, descrita para Taractichthys longipinnis.
En algunas especies la pesca tiene importancia comercial, especialmente el Brama brama en el sur de Asia.

## Géneros
Se agrupan en unas 21 especies de 8 géneros:
- Género Brama
  - Brama australis (Valenciennes, 1837).
  - Brama brama (Fries, 1837).
  - Brama caribbea (Mead, 1972).
  - Brama dussumieri (Cuvier, 1831).
  - Brama japonica (Hilgendorf, 1878).
  - Brama myersi (Mead, 1972).
  - Brama orcini (Cuvier, 1831).
  - Brama pauciradiata (Moteki, Fujita y Last, 1995).

- Género Collybus
  - Collybus drachme (Snyder, 1904).

- Género Eumegistus
  - Eumegistus brevorti (Poey, 1860).
  - Eumegistus illustris (Jordan y Jordan, 1922).

- Género Pteraclis
  - Pteraclis aesticola (Jordan & Snyder, 1901).
  - Pteraclis carolinus (Valenciennes, 1833).
  - Pteraclis velifera (australiae Whitley, 1935).

- Género Pterycombus
  - Atlantic fanfish, Pterycombus brama (Fries, 1837).
  - Prickly pomfret, Pterycombus petersii (Hilgendorf, 1878).

- Género Taractes
  - Taractes asper Lowe, 1843.
  - Taractes rubescens (Jordan y Evermann, 1887).

- Género Taractichthys
  - Taractichthys longipinnis (Lowe, 1843).
  - Taractichthys steindachneri (Döderlein, 1883).

- Género Xenobrama
  - Xenobrama microlepis (Yatsu y Nakamura, 1989).